# یواس‌اس الستد (ای‌اف-۴۸)
یواس‌اس الستد (ای‌اف-۴۸) (به انگلیسی: USS Alstede (AF-48)) یک کشتی بود که طول آن ۴۵۹ فوت ۲ اینچ (۱۳۹٫۹۵ متر) بود. این کشتی در سال ۱۹۴۴ ساخته شد.